# Jektefløytet
Jektefløytet est une île dans le landskap Sunnhordland du comté de Vestland. Elle appartient administrativement à Øygarden.

## Géographie
Rocheuse et désertique, à fleur d'eau, située face à la ville de Forland (no), elle s'étend sur environ 35 m de longueur pour une largeur approximative de 28 m.